# Edvi Illés Gizella
Edvi Illés Gizella (Tolmács, 1871. április 5. – Budapest, 1944. szeptember 20.) csipkeverő, a Hunnia csipke megalkotója.

## Életrajza
Edvi Illés Gizella 1871. április 5-én született a Nógrád vármegyei Tolmács településen.
Férje Dr. Fáy Aladár (Mohora, 1864. február 29. – Budapest, 1944. január 27) volt, akivel
1896. március 18-án kötött házasságot. Két gyermekük született: Fáy Aladár Álmos Levente (Budapest, 1898. április 11. – Budapest, 1963. február 18.) és Fáy Blanka (1897. január 22. - Budapest, 1911. november 28.).

## Edvi Illés Gizella és a Hunnia csipke
Edvi Illés Gizella már ifjú gyermekkorától tanulta a kézimunkák, köztük a csipke készítését is, azonban bántotta, hogy akkoriban csupa külföldi minták után készítették a kézimunkákat, nem ismertek magyar motívumú mintákat.
A kézimunka, vert csipke készítésében az 1906-os év úgynevezett "tulipános korszak" mozgalom hozott változást. Edvi Illés Gizella ekkor határozta el, egy tulipánmintákból összeállított vert csipke zeke elkészítését, melyhez a tulipánokból összeállított vert csipke mintát - több évi kísérletezés után - sikerült kidolgoznia, összeállítania.
A vertcsipke-készítés hagyományainak megőrzésére Terényben csipkemúzeum is nyílt, itt dédunokája Fáy Dánielné született Tornóczky Judit máig folytatja a csipkeverést, de nagy hagyománya van a csipkeverésnek Verőcén is, ahol Tömör Jánosné, Hanna tanítja az ifjúságnak a csipkeverés tudományát.

## A vert csipke
A csipkekészítésnek Magyarországon is nagy hagyománya volt, bár születésének körülményei ma sem tisztázottak eléggé. A vert csipke a magyar falvakba főleg a felföldi vándorárusok révén jutott el, előállításában eleinte a bányavárosok német lakosságának volt fontos szerepe. Kezdetben vagyoni különbségekre való tekintet nélkül szinte mindenki megtanulta a csipkeverést, még a módosabb lányok is készítettek csipkét kelengyéjük gyarapítása céljából. A csipke varrott technikával készített változatát azonban nagyrészt csak a vászonszélek összeállításánál alkalmazták, amikor lepedőket, abroszokat, ingeket, gatyákat és pendelyeket készítettek. E technika az orsófákra tekert fonal különböző formáiból, párosításából alakult ki. Fontos kelléke a henger alakú, tömör párna, amelyhez párnatartó kapcsolódik.
A vert csipke készítésének nagybani elterjesztése Magyarországon Kájel Endre (1881-1955) balatonendrédi református lelkész tevékenységéhez kötődik. A 20. század elején, 1908-ban Stöckel Vilma tanítónő szakmai irányításával ő indította el az első vert csipke készítő tanfolyamot és kezdte el tanítani készítését, azzal a céllal, hogy segítsen az akkori nehéz viszonyok között: "kenyeret akart adni a nép kezébe". Az általa beindított mozgalom hatására egy újságcikk szerint (Budapesti Hírlap, 1924. június 15) akkoriban már 31 telepen 700 képzett magyar falusi lány készítette a habos csipkét.[forrás?]